# Hrabstwo Spokane
Hrabstwo Spokane (ang. Spokane County) – hrabstwo w stanie Waszyngton w Stanach Zjednoczonych. Hrabstwo zajmuje powierzchnię 1763,64 mil² (4567,81 km²). Według szacunków United States Census Bureau w roku 2009 miało 468 684 mieszkańców. Siedzibą hrabstwa jest Spokane.
Hrabstwo powstało w 1858.

## Miasta
- Airway Heights
- Cheney
- Deer Park
- Fairfield
- Latah
- Liberty Lake
- Medical Lake
- Millwood
- Rockford
- Spangle
- Spokane
- Spokane Valley
- Waverly

## CDP
- Country Homes
- Fairwood
- Four Lakes
- Green Bluff
- Mead
- Otis Orchards-East Farms
- Town and Country